# Weickede
Weickede ist der kleinste Stadtteil der Stadt Rüthen im Kreis Soest im Land Nordrhein-Westfalen. Am 31. Dezember 2021 hatte die Ortschaft 38 Einwohner.

## Geographische Lage
Weickede liegt an der nordwestlichen Stadtgrenze von Rüthen, etwa 1 km südöstlich des Anröchter Ortsteils Berge. Zwischen Weickede und Berge fließt die Pöppelsche. Durch den Ort führen die Landesstraße 735 zwischen Rüthen und Erwitte sowie dei Landesstraße 747 zwischen Anröchte und Hoinkhausen.

## Geschichte
Weickede wurde erstmals in einer Urkunde von 1282 erwähnt, in der zwei Zeugen „de Wekede“ genannt sind. Die Anzahl der Hofstätten und Ortsgröße ist seit dem 16. Jahrhundert nahezu unverändert geblieben. 1666 wurde die Kapelle St. Sebastian errichtet, die heute den ältesten Kleinkirchenbau im Raum Rüthen darstellt und unter Denkmalschutz steht. Das Ortswappen von 1992 zeigt die Attribute des Kapellenpatrons und die Pöppelsche.
Im Mittelalter gehörte der Ort zum kurkölnischen Herzogtum Westfalen, kam 1803 an die Landgrafschaft Hessen-Darmstadt und 1815 an das Königreich Preußen. Später gehörte die Gemeinde Weickede zum Amt Altenrüthen und 1937 zum Amt Rüthen. Am 1. Januar 1975 wurde die Gemeinde Weickede durch § 50 Münster/Hamm-Gesetz in die Stadt Rüthen eingemeindet.

### Einwohnerentwicklung
- 1939: 34 Einwohner
- 1950: 53 Einwohner
- 1961: 42 Einwohner
- 1970: 33 Einwohner
- 1974: 34 Einwohner
- 1975: 35 Einwohner
- 2007: 26 Einwohner
- 2011: 26 Einwohner
- 2013: 33 Einwohner
- 2014: 34 Einwohner
- 2021: 38 Einwohner

## Vereine
- Schützenverein Nettelstädt-Weickede

## Verkehr
Zwei Buslinien der Westfalenbus GmbH, die Linie R62 von Rüthen über Oestereiden und Bökenförde nach Lippstadt und die Linie 672 von Rüthen über Menzel nach Oestereiden, verlaufen durch Weickede.